# Accademia delle scienze dell'URSS
L'Accademia delle scienze dell'URSS (in russo Академия наук СССР?, Akademija nauk SSSR) fu la principale istituzione scientifica dell'Unione Sovietica. Fu costituita nel luglio 1925 dalla riorganizzazione dell'Accademia russa delle scienze deliberata dal Comitato esecutivo centrale e dal Consiglio dei commissari del popolo dell'URSS. Tornò ad assumere la precedente denominazione tramite decreto del presidente della RSFS Russa del 21 novembre 1991, che ha stabilito che l'Accademia russa delle scienze è l'erede legale dell'Accademia delle scienze dell'URSS nel territorio della Federazione Russa.

## Scopi e struttura

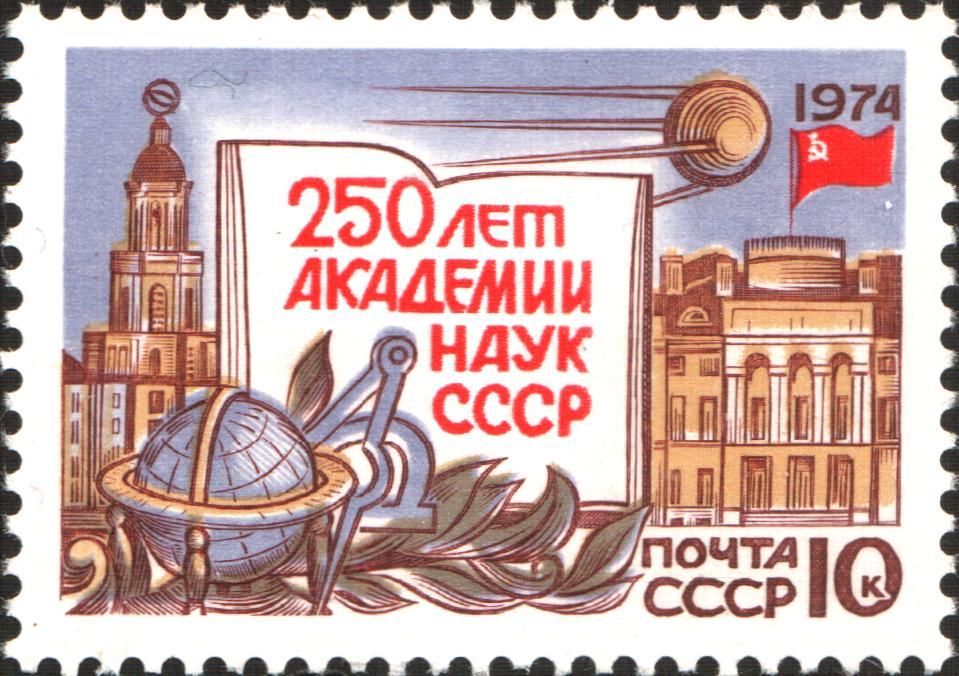
Francobollo sovietico del 1974 dedicato al 250º anniversario della fondazione dell'Accademia delle scienze di San Pietroburgo

Gli ambiti di azione dell'Accademia erano la ricerca nel campo delle scienze naturali e sociali, l'individuazione di nuove possibilità di progresso tecnico, la promozione del pieno utilizzo delle conquiste della scienza nella costruzione del comunismo in Unione Sovietica. L'Accademia faceva diretto riferimento al Consiglio dei ministri (fino al 1947 al Consiglio dei commissari del popolo) ed aveva funzione di direzione scientifica rispetto alle principali ricerche condotte dalle Accademie delle scienze costituite nelle singole Repubbliche e dalle altre istituzioni scientifiche.
I membri dell'Accademia si dividevano in accademici, membri corrispondenti e membri stranieri. Gli organismi di gestione dell'Accademia erano elettivi. Il principale era l'Assemblea generale degli accademici e dei membri corrispondenti, della quale veniva eletto ogni quattro anni il Presidium, suddiviso in quattro sezioni (scienze fisico-tecniche e matematiche, scienze chimico-tecnologiche e biologiche, scienze della terra, scienze sociali), cui facevano capo reparti distinti per specifici indirizzi.
La sede centrale dell'Accademia fu trasferita da Leningrado a Mosca con decreto del Consiglio dei commissari del popolo dell'URSS nel 1934.

## Presidenti

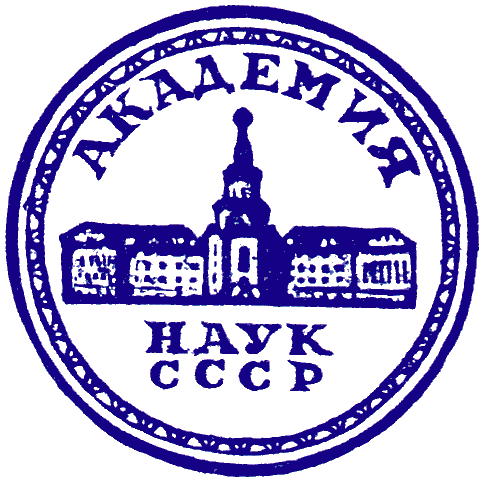
Timbro dell'Accademia delle scienze dell'URSS

- 1925-1936 – Aleksandr Petrovič Karpinskij
- 1936-1945 – Vladimir Leont'evič Komarov
- 1945-1951 – Sergej Ivanovič Vavilov
- 1951-1961 – Aleksandr Nikolaevič Nesmejanov
- 1961-1975 – Mstislav Vsevolodovič Keldyš
- 1975-1986 – Anatolij Petrovič Aleksandrov
- 1986-1991 – Gurij Ivanovič Marčuk